# Paranthura urodentata
Paranthura urodentata är en kräftdjursart som beskrevs av Brian Frederick Kensley och Marilyn Schotte 2000. Paranthura urodentata ingår i släktet Paranthura och familjen Paranthuridae.
Artens utbredningsområde är Seychellerna. Inga underarter finns listade i Catalogue of Life.